# Liga Morska i Rzeczna

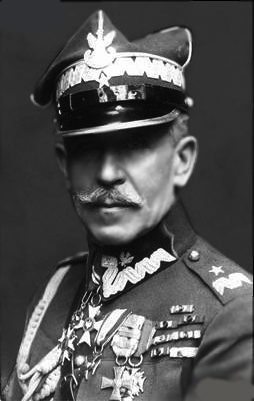
Mariusz Zaruski

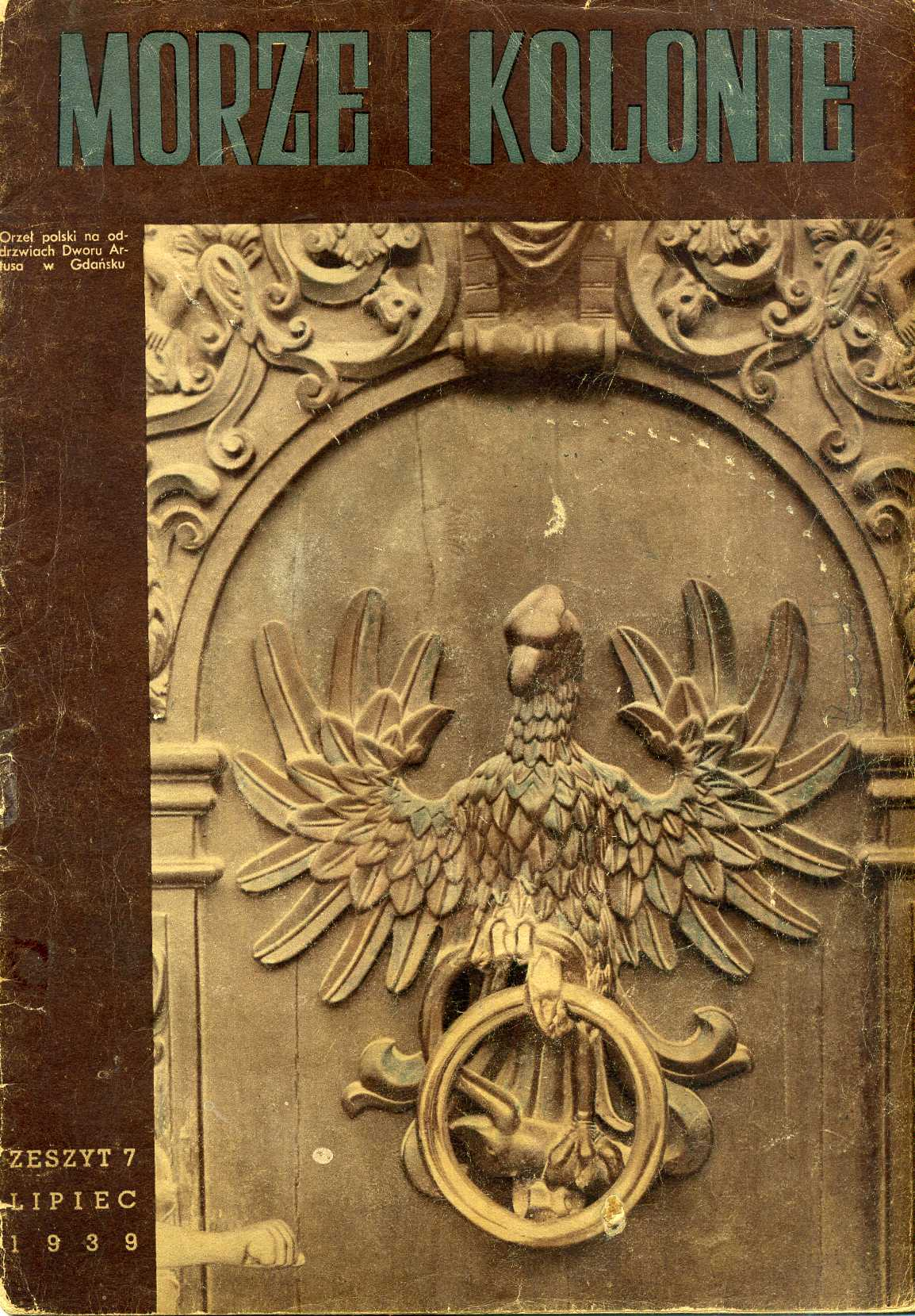
Okładka miesięcznika Morze i Kolonie organu Ligi Morskiej i Kolonialnej. Lipiec 1939

Liga Morska i Rzeczna (LMR, LMiR) – polska organizacja społeczna założona w 1924 roku, stawiająca sobie za cel propagowanie zagadnień morskich wśród społeczeństwa polskiego. Działała na rzecz rozbudowy floty morskiej i rzecznej. W okresie międzywojennym jej celem było także pozyskanie terenów pod osadnictwo lub kolonie dla Polski (np. w Brazylii, Peru, Liberii, terytoriach zamorskich Francji).

## Historia

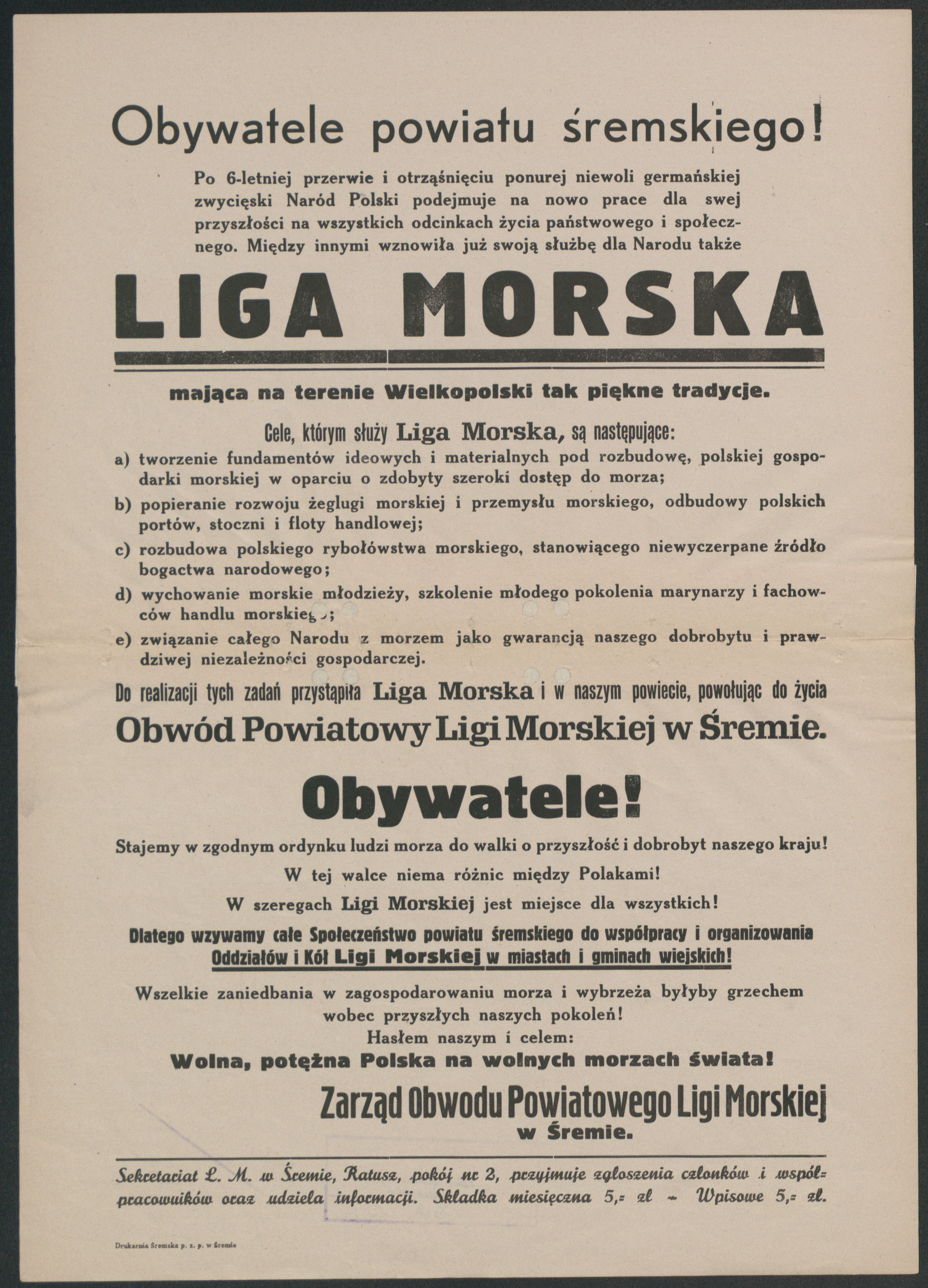
Odezwa Ligi Morskiej w Śremie, 1924 (ze zbiorów Archiwum Państwowego w Poznaniu)

Liga Morska i Rzeczna powstała z inicjatywy generała Mariusza Zaruskiego 27 kwietnia 1924 roku z przekształcenia Ligi Żeglugi Polskiej (na bazie statutu zatwierdzonego przez min. spraw wewnętrznych RP w dn. 19 sierpnia 1924). W październiku 1930 roku nastąpiła zmiana nazwy (na mocy uchwały III Walnego Zjazdu Delegatów LMiR w dniach 25–27 października 1930) na Liga Morska i Kolonialna (LMK). Jeden z jej większych oddziałów – łódzki – powstał 2 kwietnia 1925 roku.
W 1934 roku kupiła ziemię na terenie brazylijskiego stanu Paraná i założyła tam osiedle dla polskich kolonistów – Morską Wolę. 28 kwietnia 1934 podpisała umowę z Liberią dotyczącą współpracy gospodarczej i kulturalnej, próbując bezskutecznie nawiązać szersze kontakty handlowe z tym państwem. W latach 30. XX wieku prowadziła zbiórkę pieniędzy na Fundusz Obrony Morskiej, które m.in. przeznaczono na dofinansowanie budowy okrętu podwodnego „Orzeł”. Wydawała miesięcznik „Morze” i kwartalnik „Sprawy Morskie i Kolonialne”.
W publikacji z roku 1935 można przeczytać, że Członkiem Ligi może być każdy obywatel, który opłaci 1 zł tytułem wpisowego oraz 1 zł wzgl. 50 gr miesięcznej składki. Płacący 1 zł otrzymuje miesięcznik „Morze”, a 50 gr miesięcznik „Szkwał”. Członkowie zbiorowi tworzący „Koła” czyli zespoły złożone z conajmniej 20 uczestników, płacą tylko 10 gr miesięcznie i otrzymują bezpłatnie miesięcznik „Polska na Morzu” oraz członkowie Ligi korzystają z licznych ulg i ułatwień. I tak Liga organizuje corocznie dla swych członków obozy letnie na Helu lub nad jeziorem Narocz, a w porozumieniu z rumuńską Ligą Navale także nad Morzem Czarnym koło Constanzy, urządza popularne pociągi na Wybrzeże, spływy i inne imprezy sportowe i turystyczne.
W 1936 roku przyznawano srebrne pozłacane medale z racji XV-lecia rocznicy odzyskania dostępu do morza.
W roku 1939 liczyła prawie 1 mln członków. Według prof. Andrzeja Polusa była wówczas największą organizacją pozarządową w kraju. Podczas II wojny światowej nie prowadziła działalności.
Liga odrodziła się, ale jeszcze nie w pełnych ramach organizacyjnych, 20 października 1944 roku w Lublinie jako „Liga Morska”. Pierwsze powojenne zebranie Ligi, zorganizowane przez Główny Zarząd Ligi, z udziałem delegata Departamentu Morskiego Rządu Tymczasowego – Jana Jarząbkiewicza, z celem wznowienia jej działalności, miało miejsce w Łodzi, 7 lutego 1945, w sali Domu Ludowego, przy ul. Przejazd (obecnie ul. Juliana Tuwima) 34. Prezesem Zarządu Tymczasowego Komitetu Organizacyjnego Ligi został wybrany sędzia Edmund Kawecki.
W roku 1946 rozporządzeniem Rady Ministrów uznano ją za stowarzyszenie wyższej użyteczności publicznej ogłaszając jej Statut. Od kwietnia 1950 roku w jej skład wchodził zlikwidowany pod przedwojenną nazwą Polski Związek Zachodni. Z dniem 10 maja 1953 roku Ligę Morską zlikwidowano przez włączenie jej do Ligi Przyjaciół Żołnierza.

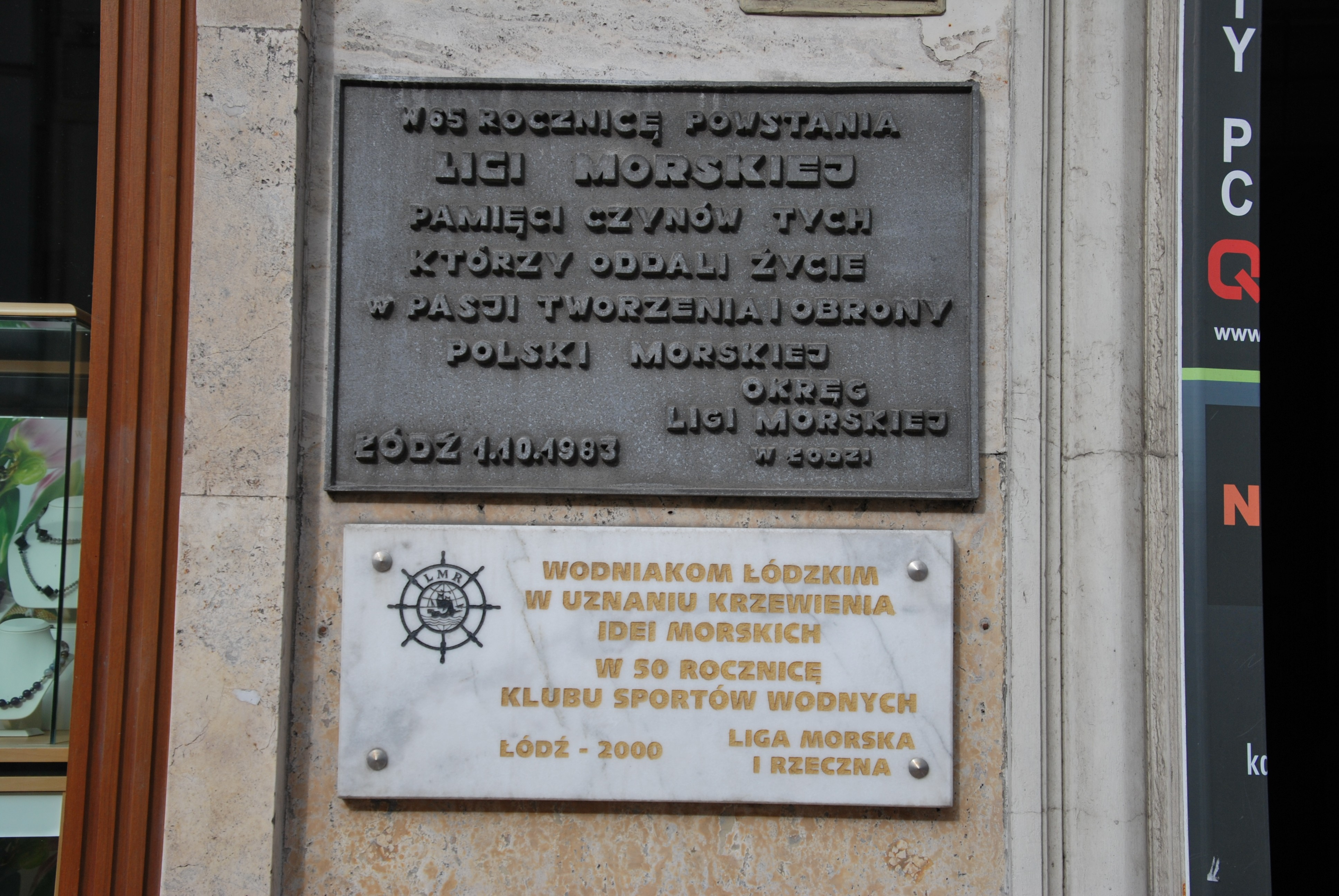
Tablica upamiętniająca 65-lecie Ligi Morskiej, Łódź

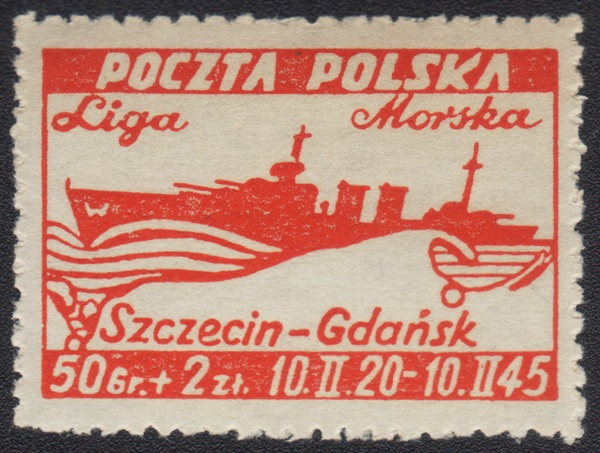
Znaczek Poczty Polskiej z 1945 roku, upamiętniający zaślubiny z morzem z 10 lutego 1920 roku

Reaktywowana w grudniu 1980 roku, podczas II Kongresu Kultury Morskiej, który odbył się w Gdańsku (6–7 grudnia 1980) jako „Liga Morska”. W marcu 1999 roku nastąpiła zmiana nazwy na „Liga Morska i Rzeczna”.
W 2007 roku prezesem został kpt. ż.w. Andrzej Królikowski, dyrektor Urzędu Morskiego w Gdyni, który zastąpił na tym stanowisku Bronisława Komorowskiego.

## Struktura organizacyjna
Statut LMiK z 1930 roku, który nie uległ większym zmianom w stosunku do statutu LMiR, stwierdzał, że Liga funkcjonuje organizacyjnie poprzez statutowe władze centralne, okręgi i oddziały. Okręg obejmował jeden lub kilka województw i grupował zasadniczo wszystkie oddziały na jego terenie.
W 1933 roku wprowadzono nowy szczebel organizacyjny – obwód, który miał za zadanie kierować działalnością oddziałów Ligi na terenie miast, powiatów, ewentualnie kilku powiatów. Utworzenie obwodów dostosowywało strukturę organizacyjną Ligi do administracyjnego podziału Polski na województwa.

## Prezesi
Liga Morska i Rzeczna
- wiceadm. Kazimierz Porębski (1918–1922)
- Julian Rummel (1922–1924)
- Edmund Krzyżanowski (1924–1928)
- Kazimierz Głuchowski (1928–1929)
- ppłk Michał Wyrostek (1929–1930)

Liga Morska i Kolonialna
- gen. Gustaw Orlicz-Dreszer (1930–1936)
- gen. Stanisław Kwaśniewski (1936–1939)

Liga Morska
- Szymon Żołna-Manugiewicz (1944–1946)
- Edmund Kawecki (1945; prezesem Zarządu Tymczasowego Komitetu Organizacyjnego Ligi)
- ppłk Stanisław Kiryluk (1946–1947)
- Stefan Szudziński (1947)
- Adam Mohuczy (1947–1949)
- wicemin. Józef Salcewicz (1949–1950)
- gen. Mieczysław Wągrowski (1950–1953)

włączenie w struktury Ligi Przyjaciół Żołnierza
- doc. dr hab. Przemysław Smolarek (1981–1982)
- kmdr Henryk Pietraszkiewicz (1982–1986)
- min. Adam Nowotnik (1986–1990)
- min. Bronisław Komorowski (1990–1999)

Liga Morska i Rzeczna
- min. Bronisław Komorowski (1999–2007)
- kpt ż.w. dr inż. Andrzej Królikowski (od 2007)

## Upamiętnienie
Uchwałą z 12 grudnia 2018 Senat RP IX kadencji zdecydował o ustanowieniu roku 2019 Rokiem Ligi Morskiej i Rzecznej.